# Iris (film 2000)
Iris è un film del 2000 diretto da Aurelio Grimaldi.